# World Athletics Label Road Races 2025

Logo von World Athletics

Die World Athletics Label Road Races 2025 sind eine Serie von Laufveranstaltungen im Straßenlauf, die vom Leichtathletik-Weltverband World Athletics für 2025 ein Label erhielten.
Wie im Vorjahr wurden die Bewerbe in vier Gruppen aufgeteilt. Mit den Bezeichnungen: Platinum Label, Gold Label, Elite Label und Label Races.

## Platinum Label Races
| auch Teil der World Marathon Majors |

| Datum  | Veranstaltung                        | Distanz    | Sieger                       | Siegerin                      | Bericht |
| ------ | ------------------------------------ | ---------- | ---------------------------- | ----------------------------- | ------- |
| 05.01. | Xiamen-Marathon Xiamen               | 42,195 km  | Dawit Wolde 2:06:06 h        | Ruti Aga 2:18:46 h            | [ 1 ]   |
| 26.01. | Osaka Women’s Marathon Osaka         | 42,195 km  | -                            | Workenesh Edesa 2:21:00 h     | [ 2 ]   |
| 23.02. | Meishan-Halbmarathon Meishan         | 21,0975 km | Alex Nzioka Matata 59:28 min | Fikrte Wereta 1:06:28 h       | [ 3 ]   |
| 23.02. | Guadalajara-Halbmarathon Guadalajara | 21,0975 km | Tadu Abate 1:02:02 h         | Judy Jelagat Kemboi 1:07:45 h | [ 3 ]   |
| 02.03. | Tokio-Marathon Tokio                 | 42,195 km  | Tadese Takele 2:03:23 h      | Sutume Asefa Kebede 2:16:31 h | [ 4 ]   |
| 09.03. | Nagoya Women’s Marathon Nagoya       | 42,195 km  | -                            | Sheila Chepkirui 2:20:40 h    | [ 5 ]   |
| 16.03. | Seoul International Marathon Seoul   | 42,195 km  | Haftu Teklu 2:05:42 h        | Bekelech Gudeta 2:21:36 h     | [ 6 ]   |
| 21.04. | Boston-Marathon Boston               | 42,195 km  | John Korir 2:04:45 h         | Sharon Lokedi 2:17:22 h       | [ 7 ]   |
| 27.04. | London-Marathon London               | 42,195 km  | Sabastian Sawe 2:02:27 h     | Tigist Assefa 2:15:50 h       | [ 8 ]   |

## Gold Label Races
| Datum  | Veranstaltung                                   | Distanz    | Sieger                          | Siegerin                         |
| ------ | ----------------------------------------------- | ---------- | ------------------------------- | -------------------------------- |
| 05.01. | Hongkong-Halbmarathon Hongkong                  | 21,0975 km | Milkesa Mengesha 1:01:27 h      | Grace Loibach Nawowuna 1:07:56 h |
| 17.01. | Doha-Marathon Doha                              | 42,195 km  | Ezra Kipketer Tanui 2:07:28 h   | Ethlemahu Sintayehu 2:21:43 h    |
| 19.01. | Mumbai-Marathon Mumbai                          | 42,195 km  | Berhane Tesfay 2:11:44 h        | Joyce Chepkemoi Tele 2:24:56 h   |
| 19.01. | Houston-Marathon Houston                        | 42,195 km  | Haimro Alame 2:08:17 h          | Kumeshi Sichala 2:20:42 h        |
| 19.01. | Houston-Halbmarathon Houston                    | 21,0975 km | Addisu Gobena 59:17 min         | Senayet Getachew 1:06:05 h       |
| 01.02. | RAK-Halbmarathon Ra’s al-Chaima                 | 21,0975 km | Alex Matata 59:20 min           | Ejgayehu Taye 1:05:52 h          |
| 09.02. | Hong Kong Marathon Hongkong                     | 42,195 km  | Bethwell Kipkemboi 2:11:13 h    | Wolha Masuronak 2:27:00 h        |
| 16.02. | Barcelona-Halbmarathon Barcelona                | 21,0975 km | Jacob Kiplimo 56:42 min         | Joyciline Jepkosgei 1:04:13 h    |
| 23.02. | Osaka-Marathon Osaka                            | 42,195 km  | Yihunilign Adane 2:05:34 h      | Waganesh Mekasha 2:26:33 h       |
| 23.02. | Daegu-Marathon Daegu                            | 42,195 km  | Gabriel Geay 2:05:20 h          | Meseret Belete 2:24:08 h         |
| 02.03. | Chongqing-Marathon Chongqing                    | 42,195 km  | Boaz Kipkemei 2:07:18 h         | Tigist Gashaw 2:24:44 h          |
| 16.03. | New Taipei City Wan Jin Shi Marathon Neu-Taipeh | 42,195 km  | Masresha Bere 2:13:47 h         | Gadise Mulu 2:29:14 h            |
| 23.03. | Wuhan-Marathon Wuhan                            | 42,195 km  | Asefa Mengstu 2:08:51 h         | Gutemi Shone Imana 2:24:47 h     |
| 23.03. | Wuxi-Marathon Wuxi                              | 42,195 km  | Samsom Amare 2:07:00 h          | Kuftu Tahir 2:23:42 h            |
| 30.03. | Yangzhou-Jianzhen-Halbmarathon Yangzhou         | 21,0975 km | Alex Nzioka Matata 59:31 min    | Catherine Amanang'ole 1:07:05 h  |
| 13.04. | Rotterdam-Marathon Rotterdam                    | 42,195 km  | Geoffrey Kamworor 2:04:33 h     | Jackline Cherono 2:31:14 h       |
| 20.04. | Shanghai-Halbmarathon Shanghai                  | 21,0975 km | Roncer Kipkorir Konga 1:01:27 h | Ftaw Zeray 1:06:36 h             |
| 27.04. | Gifu-Halbmarathon Gifu                          | 21,0975 km | Dawit Wolde 1:00:06 h           | Janeth Nyiva Mutungi 1:07:37 h   |
| 27.04. | Istanbul-Halbmarathon Istanbul                  | 21,0975 km | Alex Nzioka Matata 59:40 min    | Miriam Chebet 1:06:07 h          |
| 27.04. | World 10K Bangalore Bengaluru                   | 10,0 km    | Joshua Cheptegei 27:53 min      | Sarah Chelangat 31:07 min        |
| 25.05. | Lanzhou-Marathon Lanzhou                        | 42,195 km  | Getaneh Molla 2:11:45 h         | Degitu Azimeraw 2:24:12 h        |

## Elite Label Races
| Datum  | Veranstaltung                                  | Distanz    | Sieger                            | Siegerin                         |
| ------ | ---------------------------------------------- | ---------- | --------------------------------- | -------------------------------- |
| 02.02. | Beppu-Ōita-Marathon Ōita                       | 42,195 km  | Vincent Kipchumba 2:06:01 h       | Rieko Koshi 2:42:20 h            |
| 02.02. | Kagawa-Marugame-Halbmarathon Marugame          | 21,0975 km | Alexander Mutiso Munyao 59:16 min | Dolphine Nyaboke Omare 1:06:05 h |
| 08.02. | Riad-Marathon Riad                             | 42,195 km  | Emmanuel Kipchumba 2:08:32 h      | Netsanet Gudeta 2:27:24 h        |
| 08.02. | Riad-Halbmarathon Riad                         | 21,0975 km | Bereket Nega 1:02:28 h            | Vivian Kelly 1:11:01 h           |
| 09.02. | Dubai-Halbmarathon Dubai                       | 21,0975 km | Bernard Kiprop Koech 1:00:15 h    | Yalemzerf Yehualaw 1:07:09 h     |
| 23.02. | Sevilla-Marathon Sevilla                       | 42,195 km  | Selemon Barega 2:05:15 h          | Anchinalu Dessie 2:22:17 h       |
| 02.03. | Wuxi-Halbmarathon Wuxi                         | 21,0975 km |                                   | Alemaddis Eyayu 1:13:35 h        |
| 09.03. | Lissabon-Halbmarathon Lissabon                 | 21,0975 km | Abdi Waiss Mouhyadin 59:44 min    | Tsigie Gebreselama 1:04:21 h     |
| 16.03. | Rom-Marathon Rom                               | 42,195 km  | Robert Ngeno 2:07:35 h            | Betty Chepkwony 2:26:16 h        |
| 16.03. | Barcelona-Marathon Barcelona                   | 42,195 km  | Tesfaye Deriba 2:04:13 h          | Sharon Chelimo 2:19:33 h         |
| 30.03. | Warschau-Halbmarathon Warschau                 | 21,0975 km | Soufiane Bouqantar 1:02:24 h      | Daiana Ocampo 1:10:48 h          |
| 05.04. | Prag-Halbmarathon Prag                         | 21,0975 km | Rodrigue Kwizera 58:54 min        | Lilian Kasait Rengeruk 1:05:27 h |
| 06.04. | Vienna City Marathon Wien                      | 42,195 km  | Haftamu Abadi 2:08:28 h           | Betty Chepkemoi 2:24:14 h        |
| 06.04. | Berliner Halbmarathon Berlin                   | 21,0975 km | Gemechu Dida 58:43 min            | Fotyen Tesfay 1:03:35 h          |
| 13.04. | Paris-Marathon Paris                           | 42,195 km  | Benard Biwott 2:05:25 h           | Bedatu Hirpa 2:20:45 h           |
| 13.04. | Enschede-Marathon Enschede                     | 42,195 km  | Patrick Keter 2:09:34 h           | Medina Armino 2:25:09 h          |
| 13.04. | Nanjing-Halbmarathon Nanjing                   | 21,0975 km | Adisu Negash 1:01:43 h            | Sisay Meseret Gola 1:10:53 h     |
| 20.04. | Qingdao-Marathon Qingdao                       | 42,195 km  | Pius Karanja 2:11:29 h            | Delele Cheklie 2:30:33 h         |
| 27.04. | Rabat-Marathon Rabat                           | 42,195 km  | Abel Chelangat 2:09:25 h          | Rahma Tahiri 2:25:02 h           |
| 04.05. | Prag-Marathon Prag                             | 42,195 km  | Lemi Berhanu 2:05:14 h            | Bertukan Welde 2:20:55 h         |
| 04.05. | Cali-Marathon Cali                             | 42,195 km  | Evans Mayaka 2:11:04 h            | Emmah Cheruto Ndiwa 2:29:26 h    |
| 13.05. | Dalian-Marathon Dalian                         | 42,195 km  | Abebaw Muniye 2:10:33 h           | Martha Akeno 2:29:20 h           |
| 25.05. | Miyun Eco Marathon Peking                      | 42,195 km  | Haile Tigabu 2:16:02 h            | Yalganesh Eskemeche 2:32:30 h    |
| 25.05. | Lima-Marathon Lima                             | 42,195 km  | Dominic Letting 2:11:56 h         | Aberash Demisse 2:28:29 h        |
| 25.05. | Bangsaen 10K Chon Buri                         | 10,0 km    | Bereket Nega 29:03 min            | Loice Chemnung 31:26 min         |
| 01.06. | McGrath Launceston Running Festival Launceston | 21,0975 km | Teruki Shimada 1:01:12 h          | Jessica Stenson 1:09:51 h        |
| 08.06. | Kigali International Peace Marathon Kigali     | 42,195 km  | Laban Kipngetich Korir 2:18:26 h  | Teresiah Omosa 2:37:12 h         |
| 15.06. | Guiyang-Marathon Guiyang                       | 42,195 km  | Mekuant Ayenew 2:13:21 h          | Jemila Wortesa 2:36:22 h         |
| 29.06. | Zhenning-Halbmarathon Zhenning                 | 21,0975 km | Francis Kipkorir Langat 1:01:06 h | Baraky Redae 1:10:12 h           |
| 27.07. | Bogotá-Halbmarathon Bogotá                     | 21,0975 km | Philemon Kiplimo 1:02:55 h        | Aynalem Desta 1:12:19 h          |

## Label Races
| Datum  | Veranstaltung                                   | Distanz          | Sieger                                  | Siegerin                              |
| ------ | ----------------------------------------------- | ---------------- | --------------------------------------- | ------------------------------------- |
| 05.01. | Karatschi-Marathon Karatschi                    | 42,195 km        | Sohail Amir 2:36:10 h                   | -                                     |
| 05.01. | Tamesna-Halbmarathon Tamesna                    | 21,0975 km       | Jonathan Samanayo Korir 1:01:30 h       | Kaoutar Farkoussi 1:10:24 h           |
| 12.01. | Dubai-Marathon Dubai                            | 42,195 km        | Bute Gemechu 2:04:51 h                  | Bedatu Hirpa 2:18:27 h                |
| 12.01. | 10K Valencia Valencia                           | 10,0 km          | Andreas Almgren 26:53 min               | Hellen Lobun 29:30 min                |
| 19.01. | Santa Pola-Halbmarathon Santa Pola              | 21,0975 km       | Vincent Kibet Langat 59:55 min          | Kidsan Alema 1:07:07 h                |
| 25.01. | Buri Ram-Marathon Buri Ram                      | 42,195 km        | Wendwesen Tilahun 2:23:25 h             | Yeshiemfbet Taso 2:44:18 h            |
| 26.01. | Marrakesch-Marathon Marrakesch                  | 42,195 km        | Alfonce Kibiwott Kigen 2:08:50 h        | Tirfi Tsegaye 2:25:46 h               |
| 26.01. | Sevilla-Halbmarathon Sevilla                    | 21,0975 km       | Vinicent Nyamongo Nyageo 59:33 min      | Rebecca Chelangat 1:07:18 h           |
| 26.01. | AXA Raheny 5 Dublin                             | 5 Meilen         | Efrem Gidey 22:47 min                   | Hannah Gilliland 26:34 min            |
| 02.02. | Pranburi-Halbmarathon Pranburi                  | 21,0975 km       | Nano Guta 1:09:30 h                     | Ornanong Wongsorn 1:24:00 h           |
| 09.02. | 10K Gimnastica de Ulia Donostia / San Sebastián | 10,0 km          | Abdessamad Oukhelfen 28:33 min          | Alicia Berzosa 32:50 min              |
| 09.02. | Monaco 5K Monaco                                | 5,0 km           | Isaac Kimeli 13:15 min                  | Likina Amebaw 14:33 min               |
| 17.02. | Castellón-Marathon Castelló de la Plana         | 42,195 km        | Wesley Ledama 2:09:41 h                 | Pasacline Jelagat 2:29:47 h           |
| 17.02. | Castellón 10K Castelló de la Plana              | 10,0 km          | Yomif Kejelcha 26:31 min                | Medina Eisa 29:25 min                 |
| 22.02. | Sevilla 5K Sevilla                              | 5,0 km           | Mathew Kipchumba Kipsang 13:47 min      | Annabel Morton 16:23 min              |
| 23.02. | Neu-Delhi-Marathon Neu-Delhi                    | 42,195 km        | Man Singh 2:15:24 h                     | Bhagirathi Bisht 2:48:59 h            |
| 23.02. | Neapel-Halbmarathon Neapel                      | 21,0975 km       | Emmanuel Wafula 59:42 min               | Sheila Cherotich 1:08:20 h            |
| 28.02. | Tel-Aviv-Marathon Tel Aviv-Jaffa                | 42,195 km        | Felix Kimutai 2:12:12 h                 | Teresiah Omosa 2:37:37 h              |
| 02.03. | Roma – Ostia Rom                                | 21,0975 km       | Gideon Kiprotich 58:49 min              | Ludwina Chepngetich 1:08:20 h         |
| 09.03. | Nanjing-Marathon Nanjing                        | 42,195 km        | Wang Jiahao 2:13:25 h                   | Huang Fei 2:33:04 h                   |
| 09.03. | Paris-Halbmarathon Paris                        | 21,0975 km       | Kennedy Kimutai 1:00:16 h               | Jackline Cherono 1:07:16 h            |
| 15.03. | Podium Festival Leicester                       | 5,0 km           | Daniel Kimaiyo 13:27 min                | Katie Snowden 15:20 min               |
| 16.03. | New-York-City-Halbmarathon New York City        | 21,0975 km       | Abel Kipchumba 59:09 min                | Sharon Lokedi 1:07:04 h               |
| 23.03. | Málaga-Halbmarathon Málaga                      | 21,0975 km       | Gilbert Kipkosgei Kiprotich 58:27 min   | Loice Chemnung 1:05:46 h              |
| 23.03. | Mailand-Halbmarathon Mailand                    | 21,0975 km       | Simon Mwangi 1:00:54 h                  | Morine Gesare Michira 1:08:47 h       |
| 29.03. | Azkoitia-Azpeitia-Halbmarathon Azkoitia         | 21,0975 km       | Theophilus Yator 1:02:06 h              | Irene Pelayo 1:13:36 h                |
| 30.03. | Yancheng-Marathon Yancheng                      | 42,195 km        | Zhen Chaoqing 2:18:21 h                 | Feng Dan 2:34:07 h                    |
| 05.04. | Drammen 10K-5K Drammen                          | 10,0 km          | Soufiane Bouqantar 28:02 min            | Purity Kajuju Gitonga 30:44 min       |
| 05.04. | Drammen 10K-5K Drammen                          | 5,0 km           | Andreas Almgren 13:05 min               | Maiken Homlung Prøitz 17:03 min       |
| 06.04. | Pjöngjang-Marathon Pjöngjang                    | 42,195 km        | Pak Kum-dang 2:12:08 h                  | Gyong Jon-su 2:25:48 h                |
| 06.04. | Gunsan Saemangeum Marathon Gunsan               | 42,195 km        | Tadele Demise 2:09:03 h                 | Choi Kyung-sun 2:34:21 h              |
| 06.04. | Hannover-Marathon Hannover                      | 42,195 km        | Samuel Fitwi Sibhatu 2:06:29 h          | Domenika Mayer 2:24:22 h              |
| 06.04. | Belgrad-Marathon Belgrad                        | 42,195 km        | Gilbert Chumba 2:11:48 h                | Emmah Cheruto Ndiwa 2:31:31 h         |
| 06.04. | Bratislava-Marathon Bratislava                  | 42,195 km        | Martin Rusina 2:23:43 h                 | Zuzana Polohová 2:49:25 h             |
| 06.04. | Mailand-Marathon Mailand                        | 42,195 km        | Leonard Langat 2:08:38 h                | Shure Demise 2:23:31 h                |
| 06.04. | São Paulo-Marathon São Paulo                    | 42,195 km        | Charles Sulle 2:13:22 h                 | Vivian Jeptanui 2:39:17 h             |
| 06.04. | Carlsbad 5000 Carlsbad                          | 5,0 km           | Sam Atkin 13:24 min                     | Lemlem Hailu 15:13 min                |
| 13.04. | Huai’an-Marathon Huai’an                        | 42,195 km        | Sahlesilassie Nigussie 2:13:44 h        | Ayana Demilew Zemenay 2:33:26 h       |
| 19.04. | Boston 5K Boston                                | 5,0 km           | Dawit Seare 13:33 min                   | Gela Hambese 14:53 min                |
| 19.04. | B.A.A. Invitational Mile Boston                 | Meile            | Casey Comber 4:06,18 min                | Dorcus Ewoi 4:42,57 min               |
| 20.04. | Peking-Halbmarathon Peking                      | 21,0975 km       | Charles Mbatha Matata 1:00:25 h         | Susy Chemaimak 1:09:07 h              |
| 20.04. | Abuja-Halbmarathon Abuja                        | 21,0975 km       | Harrison Muchira 1:04:39 h              | Lydia Naliaka 1:15:03 h               |
| 26.04. | adizero: Road to Records Herzogenaurach         | 10,0 km          | Birhanu Balew 26:54 min                 | Agnes Jebet Ngetich 29:27 min         |
| 26.04. | adizero: Road to Records Herzogenaurach         | 5,0 km           | Yomif Kejelcha 12:54 min                | Medina Eisa 14:48 min                 |
| 26.04. | adizero: Road to Records Herzogenaurach         | Meile            | Emmanuel Wanyonyi 3:52,45 min           | Nelly Chepchirchir 4:23,99 min        |
| 27.04. | Maratona da Europa Portugal                     | 42,195 km        | Okubay Tsegay 2:11:59 h                 | Aberash Fayesa 2:29:51 h              |
| 27.04. | Madrid-Marathon Madrid                          | 42,195 km        | Derara Hurisa 2:09:11 h                 | Maritu Ketema 2:25:55 h               |
| 27.04. | Porto Alegre-Marathon Porto Alegre              | 42,195 km        | Johnatas de Oliveira 2:12:45 h          | Tiringo Mulu 2:29:48 h                |
| 27.04. | Madrid-Halbmarathon Madrid                      | 21,0975 km       | Kalipus Lomwai 1:00:44 h                | Isabel Barreiro 1:14:05 h             |
| 27.04. | Bukarest-Halbmarathon Bukarest                  | 21,0975 km       | Dragoș Pop 1:04:04 h                    | Jacinta Paul 1:13:08 h                |
| 01.05. | Beirut-Marathon Beirut                          | 42,195 km        | Diriba Tsega 2:15:09 h                  | Lemlem Abebe 2:31:04 h                |
| 01.05. | Oderzo Città Archeologica Oderzo                | 10,0 km / 5,0 km | Eyob Faniel 29:20 min                   | Klara Lukan 15:09 min                 |
| 03.05. | Yssyk-Köl-Marathon Tscholpon-Ata                | 42,195 km        | Gao Peng 2:20:48 h                      | Yekaterina Tunguskova 2:50:43 h       |
| 04.05. | Durban-Marathon Durban                          | 42,195 km        | Felix Kirui 2:10:45 h                   | Emane Seifu 2:31:45 h                 |
| 04.05. | Belfast-Marathon Belfast                        | 42,195 km        | Tilahun Nigusie 2:13:38 h               | Millicent Kibet 2:38:31 h             |
| 04.05. | Pittsburgh-Halbmarathon Pittsburgh              | 21,0975 km       | Pius Dominic Ondoro 1:01:47 h           | Everlyn Kemboi 1:10:06 h              |
| 11.05. | Kopenhagen-Marathon Kopenhagen                  | 42,195 km        | Berhane Tesfay 2:08:25 h                | Sharon Kiptugen 2:23:19 h             |
| 11.05. | Genf-Marathon Genf                              | 42,195 km        | Collins Kemboi 2:11:37 h                | Tsega Desta 2:34:41 h                 |
| 11.05. | Bukarst-Halbmarathon Bukarest                   | 21,0975 km       | Nixon Kiprotich Kirwa 1:04:32 h         | Alexandra Streja 1:20:33 h            |
| 17.05. | Karlsbad-Halbmarathon Karlsbad                  | 21,0975 km       | Damián Vích 1:04:23 h                   | Nóra Szabó 1:11:00 h                  |
| 18.05. | Riga-Marathon Riga                              | 42,195 km        | Melikhaya Frans 2:13:20 h               | Ayantu Kumela 2:28:24 h               |
| 18.05. | Riga-Marathon Riga                              | 21,0975 km       | Abera Mamo 1:01:42 h                    | Domenika Mayer 1:09:50 h              |
| 18.05. | Riga-Marathon Riga                              | 10,0 km          | Uģis Jocis 29:54 min                    | Ophélie Tréhin 37:25 min              |
| 18.05. | Riga-Marathon Riga                              | Meile            | Ben Claridge 4:08,84 min                | Mélanie Bovy 4:53,44 min              |
| 18.05. | Digiland Run Jakarta                            | 21,0975 km       | Noveldy Petingko 1:09:51 h              | -                                     |
| 18.05. | Digiland Run Jakarta                            | 10,0 km          | Iqbal Saputra 31:25 min                 | -                                     |
| 18.05. | Great Manchester Run Manchester                 | 10,0 km          | Selemon Barega 27:49 min                | Medina Eisa 30:42 min                 |
| 24.05. | Laredo 10K Laredo                               | 10,0 km          | Jamal Abdelmaji Eisa Mohammed 27:47 min | Konstanze Klosterhalfen 30:46 min     |
| 25.05. | Changchun-Marathon Changchun                    | 42,195 km        | Seboka Negusse 2:12:43 h                | Huang Xuemei 2:33:48 h                |
| 25.05. | Coban-Halbmarathon Coban                        | 21,0975 km       | Alberto González Mindez 1:04:04 h       | Sheyla Eulogio 1:13:39 h              |
| 26.05. | BOLDERBoulder Boulder                           | 10,0 km          | Conner Mantz 28:21 min                  | Grace Loibach Nawowuna 31:52 min      |
| 31.05. | Stockholm-Marathon Stokholm                     | 42,195 km        | Onesmus Kiplagat Kiplimo 2:11:34 h      | Shewarge Alene 2:30:38 h              |
| 31.05. | Budweis-Halbmarathon Budweis                    | 21,0975 km       | Khalid Choukoud 1:04:08 h               | Marija Masurenko 1:12:16 h            |
| 01.06. | Chicago-Halbmarathon Chicago                    | 21,0975 km       | Zouhair Talbi 1:01:08 h                 | Meseret Belete 1:09:36 h              |
| 07.06. | New York Mini 10K New York City                 | 10,0 km          | -                                       | Hellen Obiri 30:44 min                |
| 08.06. | Porto Alegre-Marathon Porto Alegre              | 42,105 km        | Wendell Geronimo Souza 2:15:47 h        | Vivian Jeptanui 2:37:14 h             |
| 08.06. | Chanthaburi-Halbmarathon Chanthaburi            | 21,0975 km       | -                                       | Hajer Berhe 1:23:26 h                 |
| 14.06. | Olmütz-Halbmarathon Olmütz                      | 21,0975 km       | Johannes Motschmann 1:03:29 h           | Meritxell Soler 1:11:53 h             |
| 21.06. | Corrida de Langueux Langueux                    | 10,0 km          | Jamal Abdelmaji Eisa Mohammed 27:43 min | Gladys Chepkurui 31:13 min            |
| 22.06. | B.A.A. 10K Boston                               | 10,0 km          | Gabriel Geay 28:14 min                  | Sharon Lokedi 31:39 min               |
| 29.06. | Jakarta-Marathon Jakarta                        | 42,195 km        | Geoffrey Kiprotich Birgen 2:16:06 h     | Eunice Nyawira Muchiri 2:37:39 h      |
| 29.06. | Hamburg-Halbmarathon Hamburg                    | 21,0975 km       | Samwel Nyamai Mailu 1:01:03 h           | Joan Chepleting 1:10:12 h             |
| 04.07. | Peachtree Road Race Atlanta                     | 10,0 km          | Patrick Kiprop 27:35 min                | Hellen Obiri 31:29 min                |
| 06.07. | Hatyai21 Songkhla                               | 21,0975 km       | Alexander Muhia 1:06:53 h               | Shauline Koech 1:19:10 h              |
| 20.07. | Pattaya-Marathon Pattaya                        | 42,195 km        | Tariku Abdi 2:25:03 h                   | Haruna Hakano 2:49:45 h               |
| 26.07. | Giro di Castelbuono Castelbuono                 | 11,273 km        | Yemaneberhan Crippa 34:16 min           | -                                     |
| 27.07. | SP City Marathon São Paulo                      | 42,195 km        | Justino Pedro da Silva 2:23:22 h        | Mirela Saturnino de Andrade 2:50:22 h |